# Ga Guui
Ga Guui (Văn phòng Gwangjin-gu) (Tiếng Hàn: 구의(광진구청)역, Hanja: 九宜(廣津區廳)驛) là ga tàu điện ngầm trên Tàu điện ngầm Seoul tuyến 2 ở Jayang-dong, Gwangjin-gu, Seoul. Bởi vì nó nằm gần văn phòng quận Gwangjin, nên nó còn được biết đến như Ga văn phòng Gwangjin-gu.

## Lịch sử
- 28 tháng 5 năm 1980: Tên ga được quyết định là Ga Guui[2]
- 31 tháng 10 năm 1980: Hoạt động kinh doanh bắt đầu với việc khai trương Tàu điện ngầm Seoul tuyến 2 đoạn Sinseol-dong ~ Khu liên hợp thể thao

## Bố trí ga
| Đại học Konkuk ↑ |
| \| Vòng ngoài    |
| ↓ Gangbyeon      |

| Vòng ngoài | ●Tuyến 2 | ← Hướng đi Đại học Konkuk · Seongsu · Wangsimni · Tòa thị chính |
| Vòng trong | ●Tuyến 2 | → Hướng đi Gangbyeon · Jamsil · Samseong · Gangnam →            |

## Xung quanh nhà ga
| Lối ra \| 나가는 곳 \| Exit \| 出口 | Lối ra \| 나가는 곳 \| Exit \| 出口 |
| ----------------------------------- | --- |
| 1                                   | Trung tâm cộng đồng Guui 1-dong Văn phòng Gwangjin-gu · Sở cảnh sát Gwangjin Sở cứu hỏa Gwangjin Trường tiểu học và trung học cơ sở Guui Hướng tới Đại học Konkuk và Bệnh viện Đại học Konkuk Hướng tới Công viên Trẻ em Trường trung học cơ sở và trung học trực thuộc Đại học Konkuk Trường Cao đẳng Sư phạm Nữ sinh Đại học Dongguk |
| 2                                   | Gangbyeon SK View APT Hướng giao lộ phía Bắc Cầu Olympic |
| 3                                   | Trung tâm cộng đồng Guui 3-dong Bưu điện Gwangjin Trường Seoul Gwangjin Trường tiểu học Seoul Gunam Tổ hợp chung cư Guui Hyundai 7 Hướng tới Ga Gangbyeon |
| 4                                   | Ngã tư Jayang Trường tiểu học Seoul Jayang Trung tâm cộng đồng Jayang 1-dong Bưu điện Đông Seoul Chợ Jayang Bệnh viện Hyemin Viện phát triển phúc lợi lao động nước ngoài Hàn Quốc |

## Thay đổi hành khách
| Năm                                        | Số lượng hành khách (người) | Ghi chú |
| ------------------------------------------ | --------------------------- | ------- |
| 1994                                       | 68,043                      |         |
| 1995                                       | 74,432                      |         |
| 1996                                       | 61,608                      |         |
| 1997                                       | 59,030                      |         |
| 1998                                       | 57,906                      |         |
| 1999                                       | —                           |         |
| 2000                                       | 53,707                      |         |
| 2001                                       | 54,532                      |         |
| 2002                                       | 54,303                      |         |
| 2003                                       | 53,608                      |         |
| 2004                                       | 52,544                      |         |
| 2005                                       | 49,986                      |         |
| 2006                                       | 50,002                      |         |
| 2007                                       | 49,169                      |         |
| 2008                                       | 49,661                      |         |
| 2009                                       | 49,639                      |         |
| 2010                                       | 49,052                      |         |
| 2011                                       | 49,219                      |         |
| 2012                                       | 48,485                      |         |
| 2013                                       | 48,116                      |         |
| 2014                                       | 48,068                      |         |
| 2015                                       | 48,174                      |         |
| 2016                                       | 48,174                      |         |
| 2017                                       | 46,399                      |         |
| 2018                                       | 46,999                      |         |
| 2019                                       | 47,909                      |         |
| 2020                                       | 38,306                      |         |
| 2021                                       | 38,334                      |         |
| 2022                                       | 41,675                      |         |
| Nguồn                                      |                             |         |
| : Phòng dữ liệu Tổng công ty Vận tải Seoul |                             |         |

## Tai nạn – Sự cố

### Tai nạn kẹt chân thang cuốn
Khoảng 18h30 ngày 22 tháng 4 năm 2016, một hành khách trên thang cuốn cửa ra số 1 bị tai nạn khi chân thang cuốn bất ngờ rơi ra ngoài.Cuối cùng, hành khách bị kéo lê 5 mét không có chân, dẫn đến gãy xương đùi và được đưa đến bệnh viện. Vấn đề là 30 phút trước khi xảy ra tai nạn, người ta đã nhận được báo cáo trục trặc về một tiếng động lạ phát ra từ thang cuốn. Cuối cùng, vụ tai nạn xảy ra do các biện pháp an toàn như hàng rào an toàn không được thực hiện ngay lập tức.

### Tai nạn tử vong của một nhân viên tại công ty bảo trì cửa chắn sân ga
Vào ngày 28 tháng 5 năm 2016, một thợ sửa chữa 19 tuổi Kim Mo-gun, người đang sửa cửa chắn sân ga một mình tại nhà ga này đã bị kẹt giữa tàu và cửa chắn sân ga và tử vong. Dịch vụ tàu điện ngầm từ Seongsu đến Jamsil đã bị hoãn khoảng 30 phút do tai nạn này

## Hình ảnh

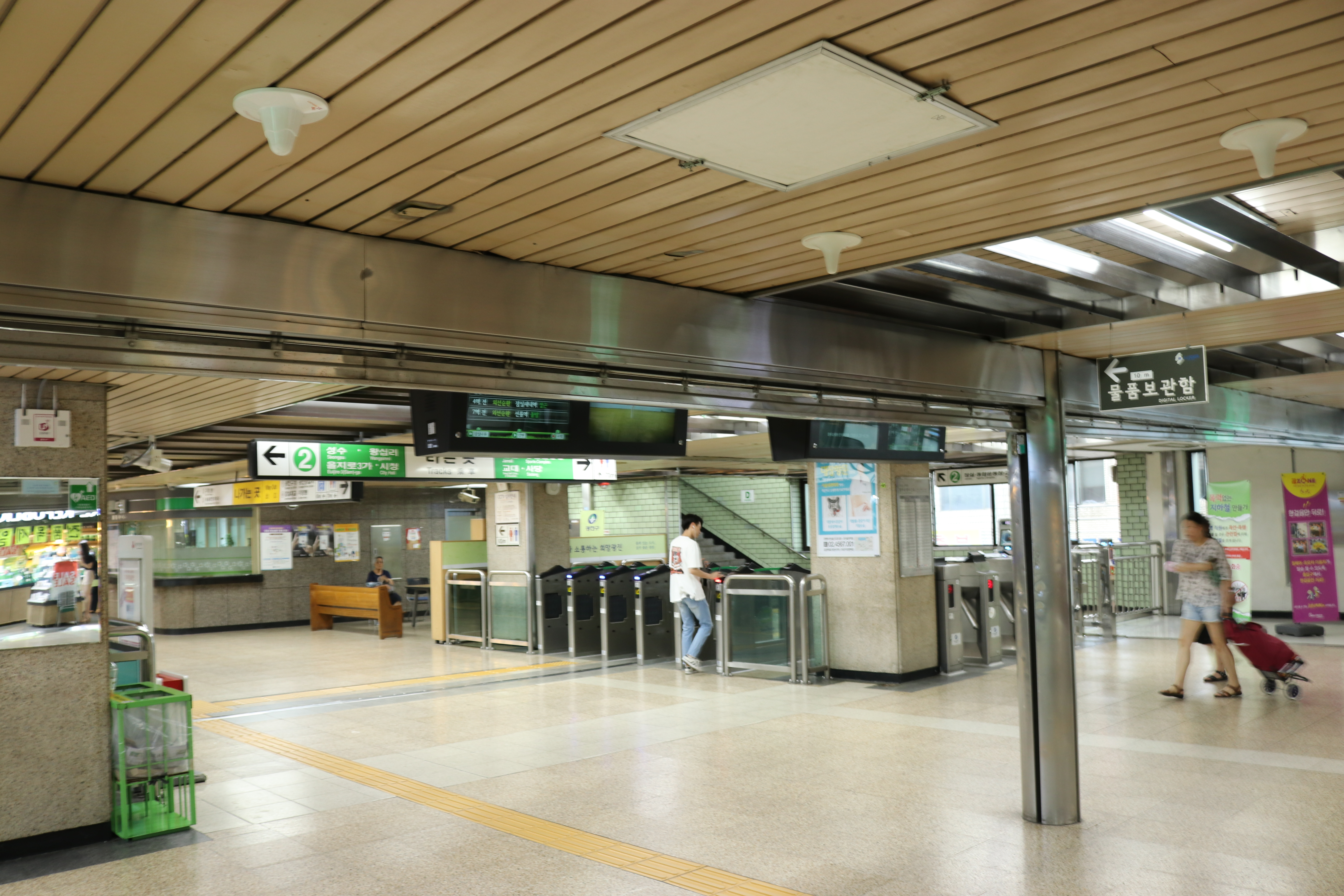
Phòng chờ
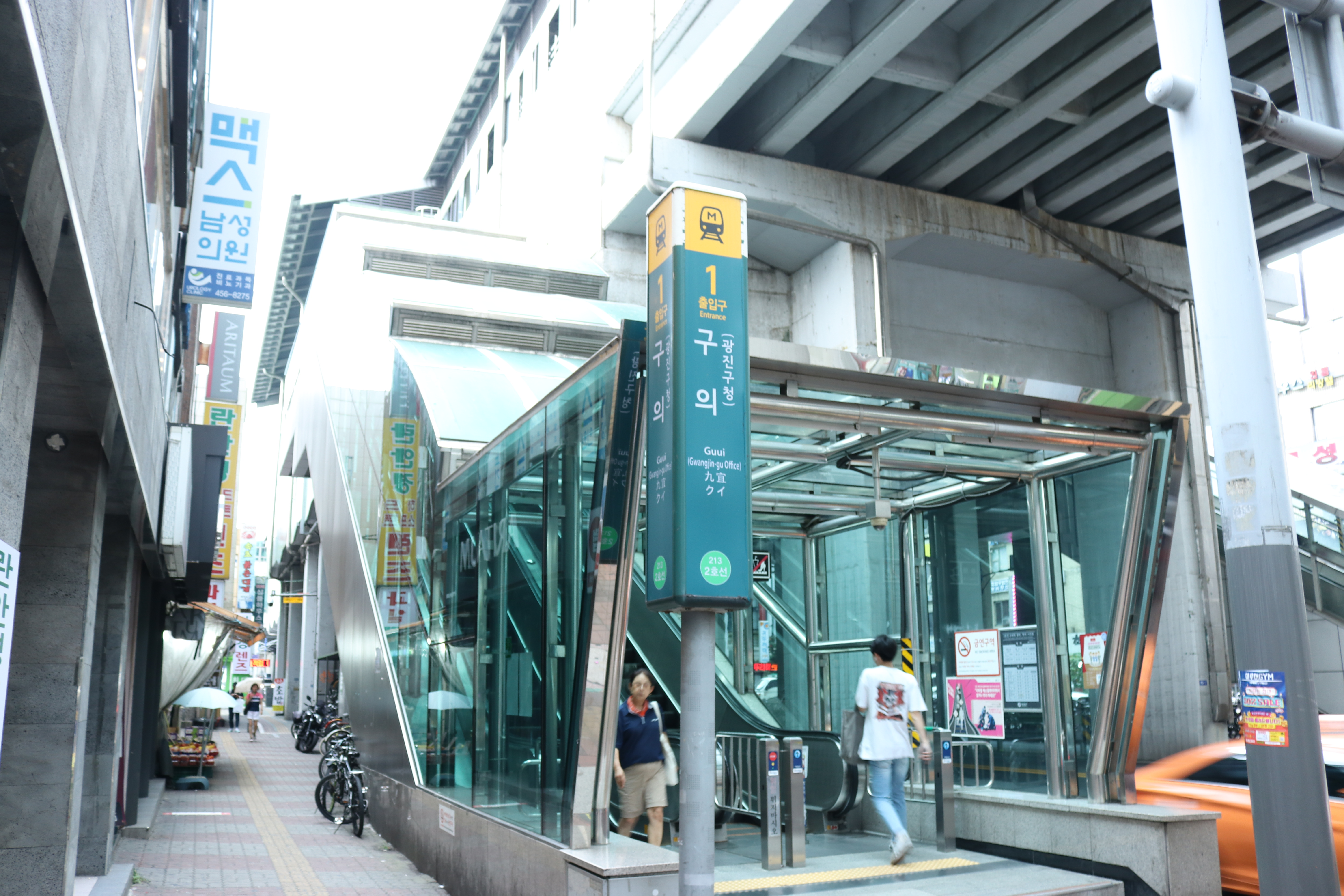
Lối ra 1
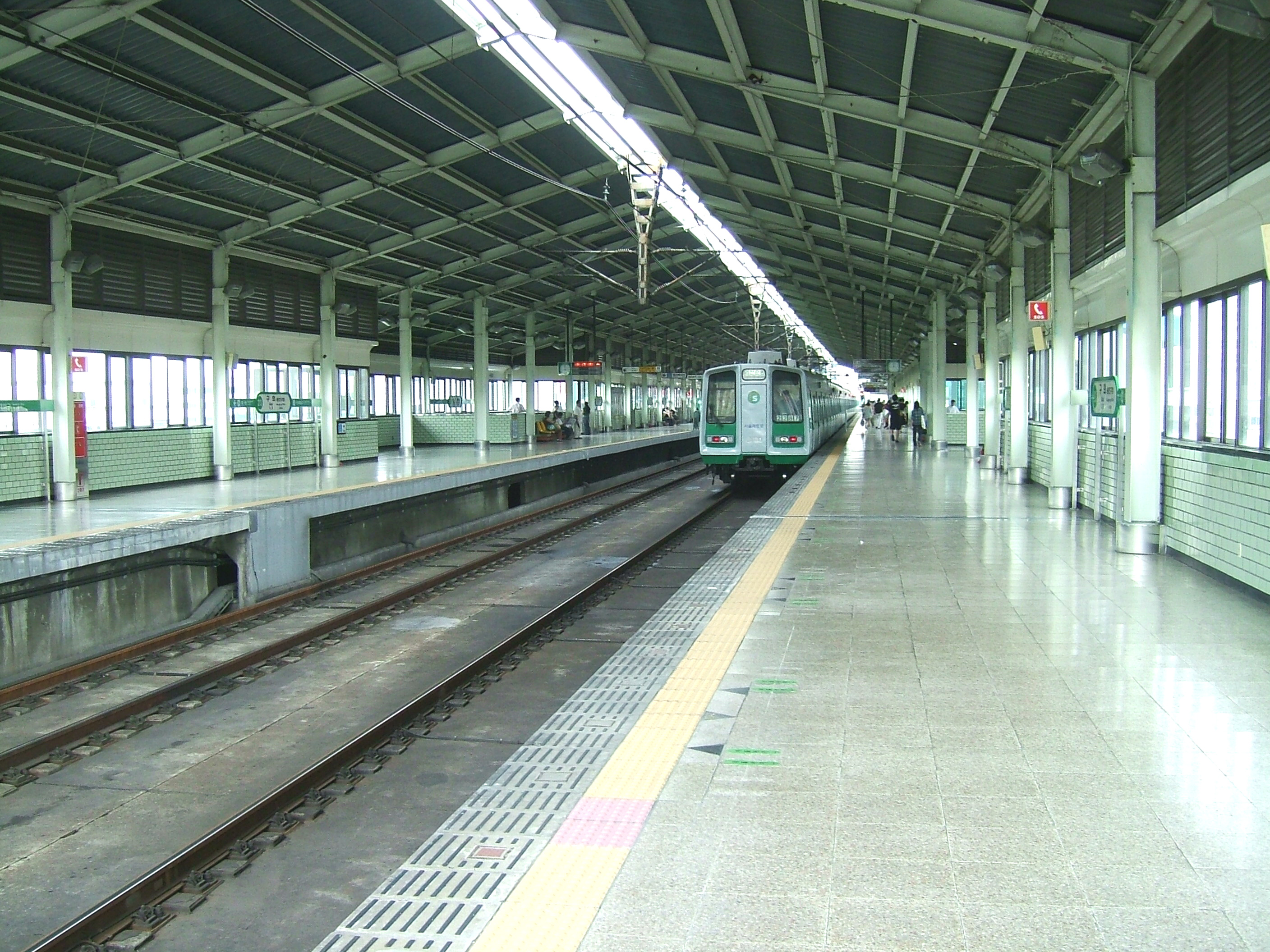
Sân ga (Trước khi lắp đặt cửa chắn)
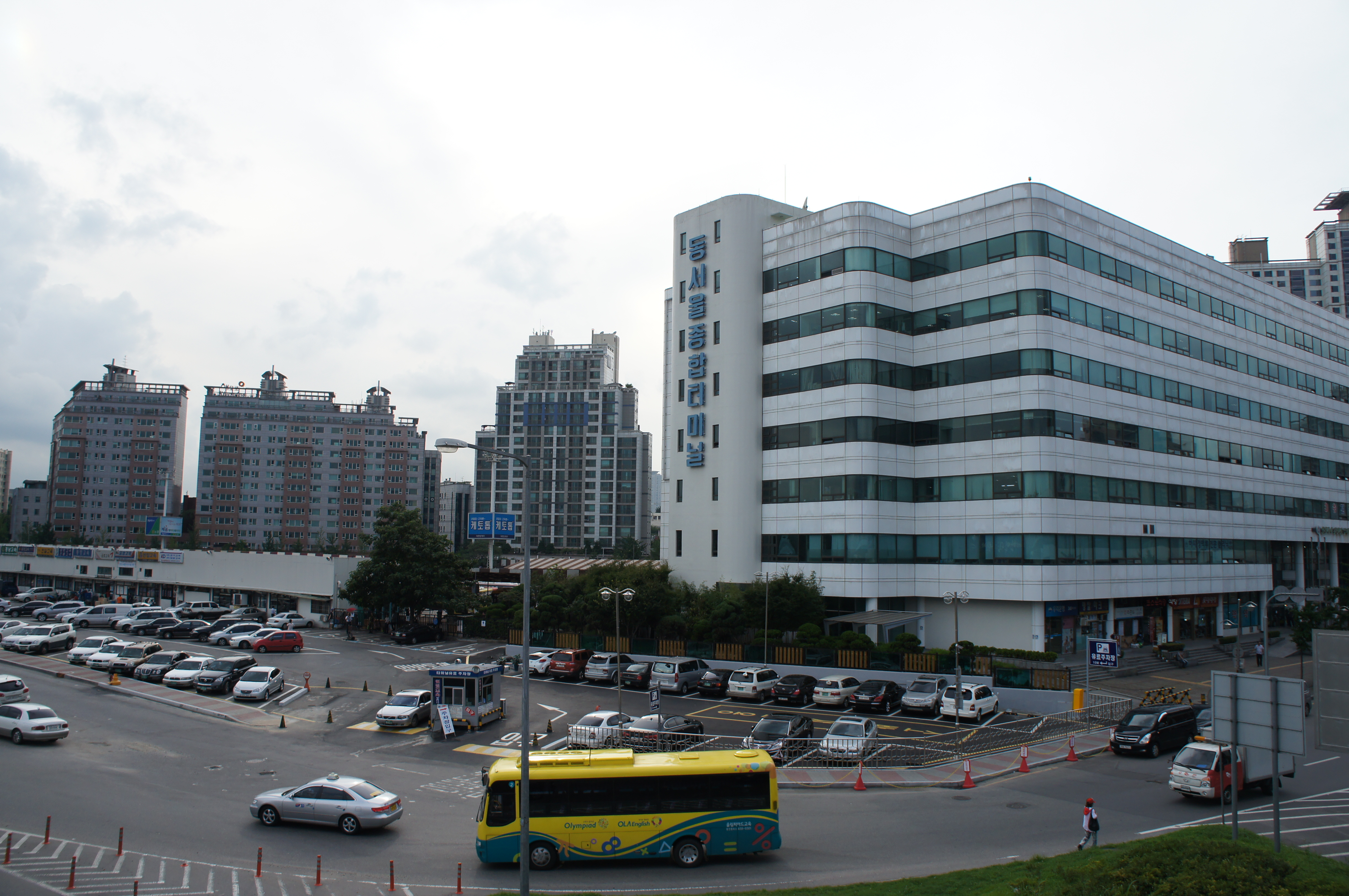
Bến xe buýt Dongseoul gần ga Guui